# Suknja
Suknja je odjevni predmet, tj. donji dio odjeće koju danas nose uglavnom žene. Podrijetlo suknje vjerojatno seže do prapovijesti kada se odjeća nije razlikovala kod muškaraca ili žena. Suknjama su se odijevali u povijesti egipatski faraoni.

## Podjela suknje po duljini
Kroz povijest suknje su uvijek bile duge, što nam svjedoče slike, knjige i fotografije, sve dok nije došlo 20. stoljeće koje je donijelo revoluciju našem poimanju duljine suknje i haljine.
Duga suknja je ona koja seže do poda ili skoro do poda. Kao ukrasni element ako je izrađena od tankog materijala često je izrađena s brojnim naborima, tako da je istovremeno prozračna ali efektivno neprozirna ako slobodno visi.
 Suknja do gležnja ili 'maksi' - pojam koji je nastao 1960-ih
 Suknja do sredine lista ili 'midi' - pojam koji je nastao 1970-ih
Minica je suknja s rubom iznad koljena i ispod sredine bedra, izum se često pripisuje velškoj modnoj dizajnerici Mary Quant.
 Mikrosuknja odnosno ekstremno kratka minica, najčešće se od kratkih hlačica (eng. shorts) razlikuje time što je - suknja, tj. nema spoja po sredini.